# (2155) Wodan
(2155) Wodan (6542 P-L) – planetoida z grupy pasa głównego asteroid okrążająca Słońce w ciągu 4,83 lat w średniej odległości 2,86 au. Odkryta 24 września 1960 roku.